# Estadio Guaycura
Das Estadio Guaycura ist ein Fußballstadion in der mexikanischen Stadt La Paz, Hauptstadt des Bundesstaates Baja California Sur. Es ist die Heimspielstätte des Fußballvereins La Paz FC und bietet Platz für 5209 Besucher. Zusammen mit dem Baseballstadion Estadio Arturo C. Nahl und der Sporthalle Arena La Paz bildet es die Sportanlage Villa Deportiva de La Paz.

## Geschichte
Das ursprüngliche Stadion wurde 1973 errichtet und 2018 modernisiert und ausgebaut.
Das Eröffnungsspiel des nach Ausbau und Renovierung neu eröffneten Stadions bestritten am 23. Februar 2019 die Traditionsmannschaften ehemaliger Spieler des Club América und des Club Deportivo Guadalajara. Auf Seiten des Club América wirkten unter anderem Luis Roberto Alves „Zague“, Antônio Carlos Santos und Cecilio de los Santos sowie auf Seiten von Chivas Guadalajara unter anderem Ramón Morales, Gustavo Nápoles, Camilo Romero und Joel „Tiburón“ Sánchez mit. Die Americanistas gewannen diesen Súper Clásico del Fútbol Mexicano mit 5:3.
Der erste Auftritt des Hausherren La Paz FC im neu eröffneten Stadion fand am 23. Juli 2019 gegen den spanischen Verein Salamanca CF UDS aus der drittklassigen Segunda División B statt und endete vor großer Kulisse 0:0.
Sein Debüt in der Liga Premier (Serie B) bestritt der La Paz FC am 17. August 2019 in einem Heimspiel gegen Deportivo Nuevo Chimalhuacán, das 3:2 gewonnen wurde.